# Kősejt

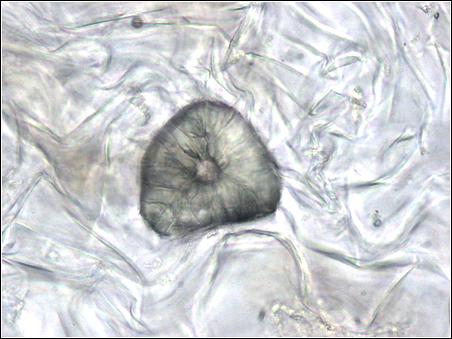
Frissen kifejlődött kősejt

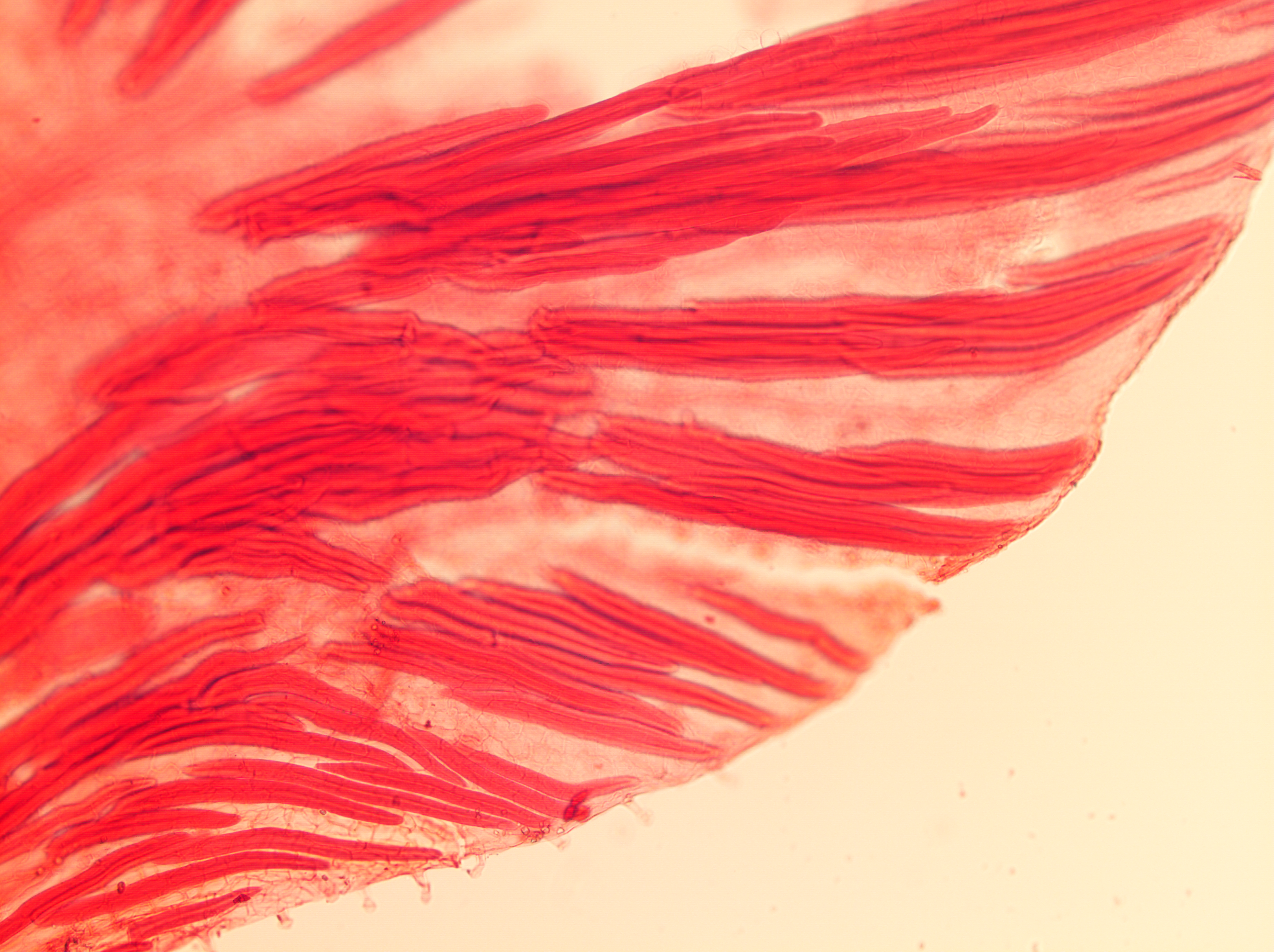
Hosszú kúpos kősejt egy Dionysia kossinskyi levelének szélén

A kősejt (szklerenchim-rost) bizonyos növényfajok és fajták extrém vastag falú (csatornás sejtfalvastagodás) keményítő-tartalmú sejtjei.
Formáját tekintve minden irányban azonos vagy megnyúlt gömbölyded vagy szabálytalanul ágas-bogas.
A keményítőben gazdag gyümölcshús az érése során megpuhul és átalakul cukorban gazdaggá. Bizonyos gyümölcsfajtáknál ez az átalakulási folyamat a környezeti tényezők (sovány és száraz talaj) hatására lelassul és meg is állhat. Ezek a kősejtek kiszáradnak és teljesen elhalnak; elrögösödés tapasztalható. Ilyen gyümölcsök egyes almafajták (Malus), a körte (különösen a vadkörte) (Pyrus), a birs (Cydonia oblonga) és a naspolya (Mespilus).
Kősejtek általában bármely gyümölcsben lehetnek. Megtalálhatóak a bazsarózsa (Paeonia), a georgina v. dália (Dahlia) gyökérgumóiban, a Viaszvirág (Hoya) bélszövetében és általában az összes fában fellelhető beleértve a lágyszárú növények zöld leveleit és bármely más gyümölcs héját is.